# برافروختگی ناشی از الکل

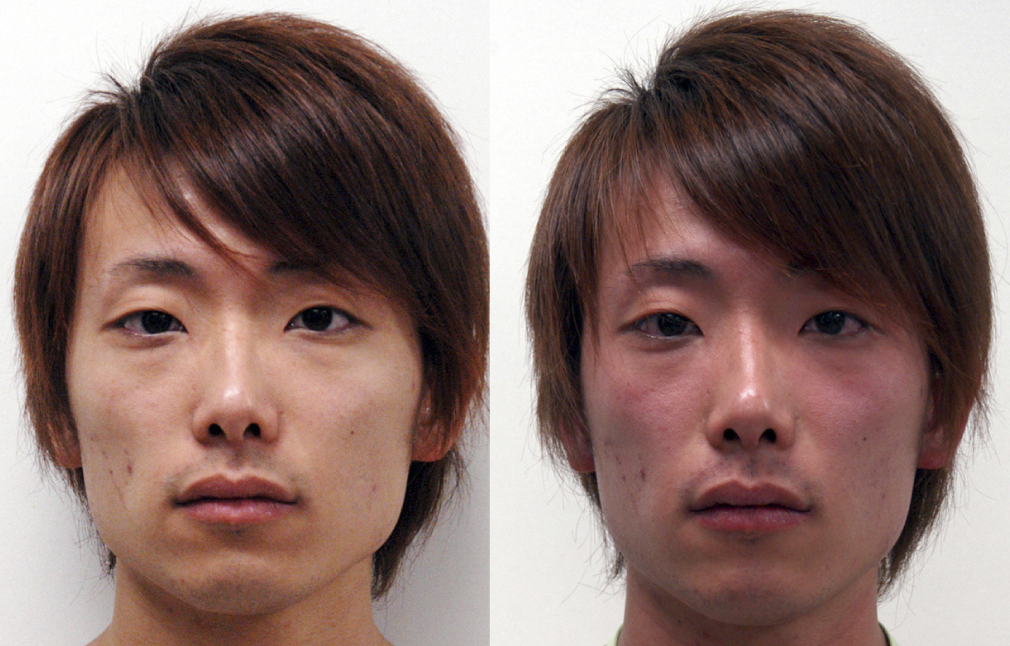
پیش از نوشیدن الکل (چپ)، پس از برافروختگی (راست)

برافروختگی ناشی از الکل واکنشی است که بدن انسان نسبت به نوشیدن الکل از خود نشان می‌دهد. برافروختگی می‌تواند در چهره، گردن، شانه و در برخی موارد در سراسر بدن فرد دیده شود. این رویداد به دلیل تجمع استالدهید در بدن ایجاد می‌شود. گفته شده که در مواردی این برافروختگی پس از نوشیدن می‌تواند از نشانه‌های افزایش ریسک سرطان مری در افرادی که می‌نوشند باشد.
بین ۳۰ تا ۵۰ درصد از چینی‌ها، ژاپنی‌ها و کره‌ای‌ها نسبت به نوشیدن الکل واکنش برافروختگی دارند که می‌تواند همراه با تهوع، سردرد و تپش قلب باشد. این وضعیت در میان افراد جنوب شرق آسیا و اینوئیت‌ها هم به فراوانی دیده می‌شود.